# العقده
العقده یک منطقهٔ مسکونی در قطر است که در شهرداری الخور واقع شده‌است. العقده ۶٫۷ کیلومتر مربع مساحت دارد.